# Великі Подосинки (Калузька область)
Великі Подосинки (рос. Большие Подосинки) — присілок в Сухиницькому районі Калузької області Російської Федерації.
Населення становить 0 осіб. Входить до складу муніципального утворення Село Стрельна.

## Історія
Від 2004 року входить до складу муніципального утворення Село Стрельна

## Населення
| 2002 | 2010 |
| ---- | ---- |
| 7    | ↘0   |